# Rainer Zepperitz
Paul Rainer Zepperitz (* 25. August 1930 in Bandung, Java, Niederländisch-Indien; † 23. Dezember 2009 in Berlin) war ein deutscher Kontrabassist. Gemeinsam mit Friedrich Witt führte er als Solokontrabassist über mehrere Jahrzehnte die Kontrabassgruppe der Berliner Philharmoniker an. Von 1966 bis 1988 gehörte Zepperitz dem Orchestervorstand an.

## Leben
In seiner Kindheit erlernte er zunächst das Geigenspiel, ehe er nach der Übersiedlung seiner Familie nach Deutschland am Konservatorium Düsseldorf bei Arthur Däwel das Kontrabassspiel erlernte.
Nach umfangreichen Studien bei verschiedenen Kontrabassisten wurde er bereits 1947 Solobassist der Düsseldorfer Symphoniker. 1949 übernahm er dieselbe Funktion beim Orchester der Beethovenhalle Bonn.
1951 wurde er als damals jüngstes Mitglied in das Berliner Philharmonische Orchester aufgenommen. Hier nahm er als Nachfolger des Solobassisten Linus Wilhelm seit 1957 die Stelle des Ersten Solokontrabassisten ein.
1958 wurde Rainer Zepperitz zum Professor der Hochschule der Künste Berlin berufen.
Er bekleidete bei den Berliner Philharmonikern von 1966 bis 1978 und von 1981 bis 1984 die Position des Orchestervorstandes. Ferner war er Dozent in der Orchester-Akademie der Berliner Philharmoniker. Im Verlauf von Konflikten mit dem Chefdirigenten Herbert von Karajan 1983 lag es in seinem Aufgabenbereich, den Standpunkt des Orchesters zu vertreten.

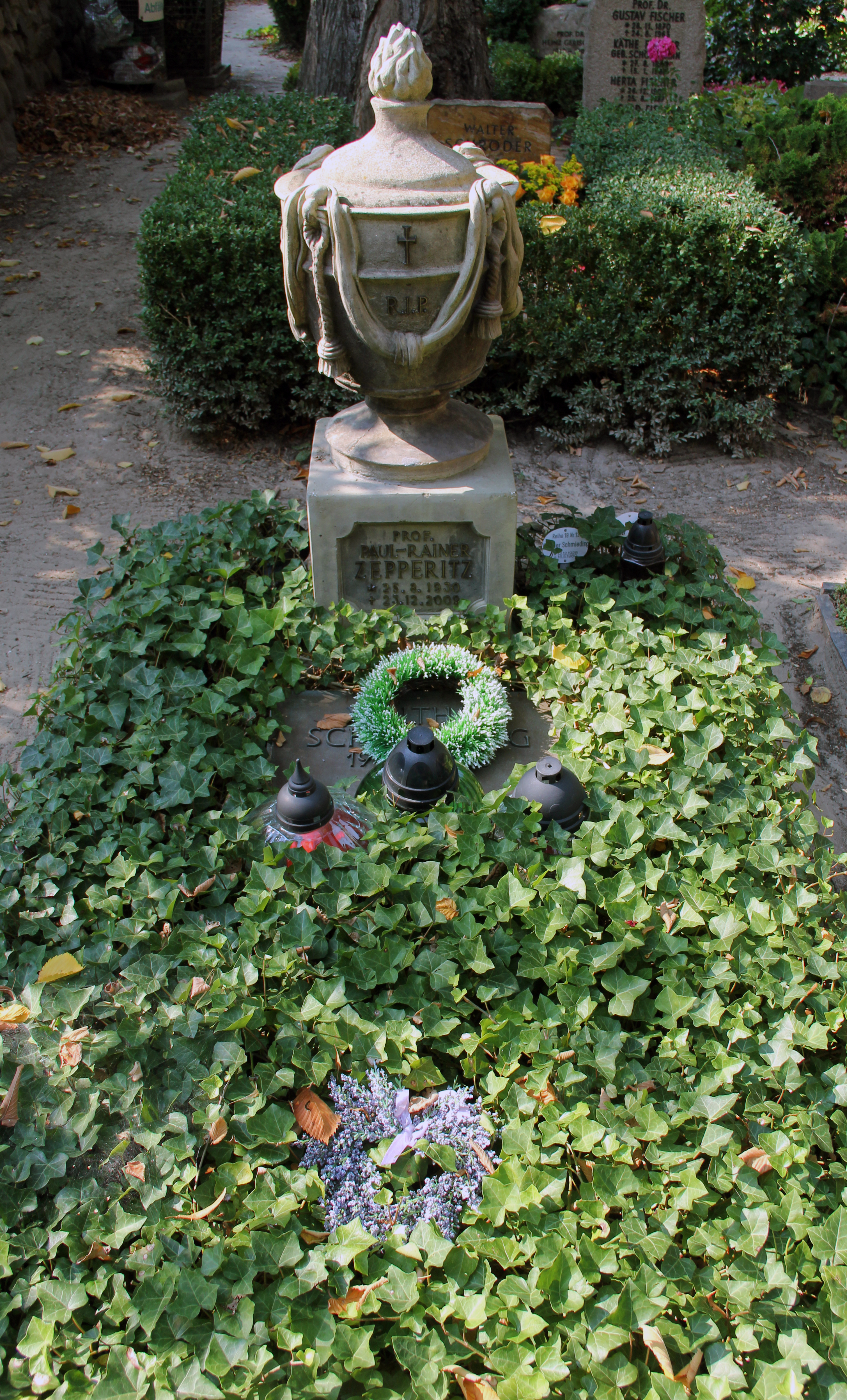
Grab von Rainer Zepperitz auf dem St.-Annen-Kirchhof in Berlin-Dahlem

Zepperitz unterstützte in den 1980er Jahren die Initiative, der Scharoun’schen Philharmonie in Berlin einen eigenen Kammermusiksaal anzubauen. Dieser wurde 1987 mit einem Konzert der Berliner Philharmoniker unter der Leitung von Karajan und der Solistin Anne-Sophie Mutter feierlich eröffnet.
Im September 1995 endete seine Dienstzeit bei den Berliner Philharmonikern, in der er unter Sergiu Celibidache, Wilhelm Furtwängler, Herbert von Karajan und Claudio Abbado sowie zahlreichen Gastdirigenten gespielt hatte.
Er gründete mehrere Kammerensembles (Berliner Philharmonisches Oktett, Berliner Kammerensemble), mit denen er intensiv arbeitete. Bemerkenswert die Uraufführung des Oktetts von Paul Hindemith im Jahre 1958 mit dem Komponisten an der Bratsche.
Nach seiner Pensionierung arbeitete Zepperitz weiterhin mit jungen Bassisten in aller Welt, sowohl auf Meisterkursen als auch auf Orchesterprojekten. Seit 2001 war er aus dem Hochschuldienst emeritiert. Er starb am 23. Dezember 2009 im Alter von 79 Jahren in Berlin. Sein Grabmal befindet sich auf dem St.-Annen-Kirchhof in Berlin-Dahlem.